# Castel del Piano

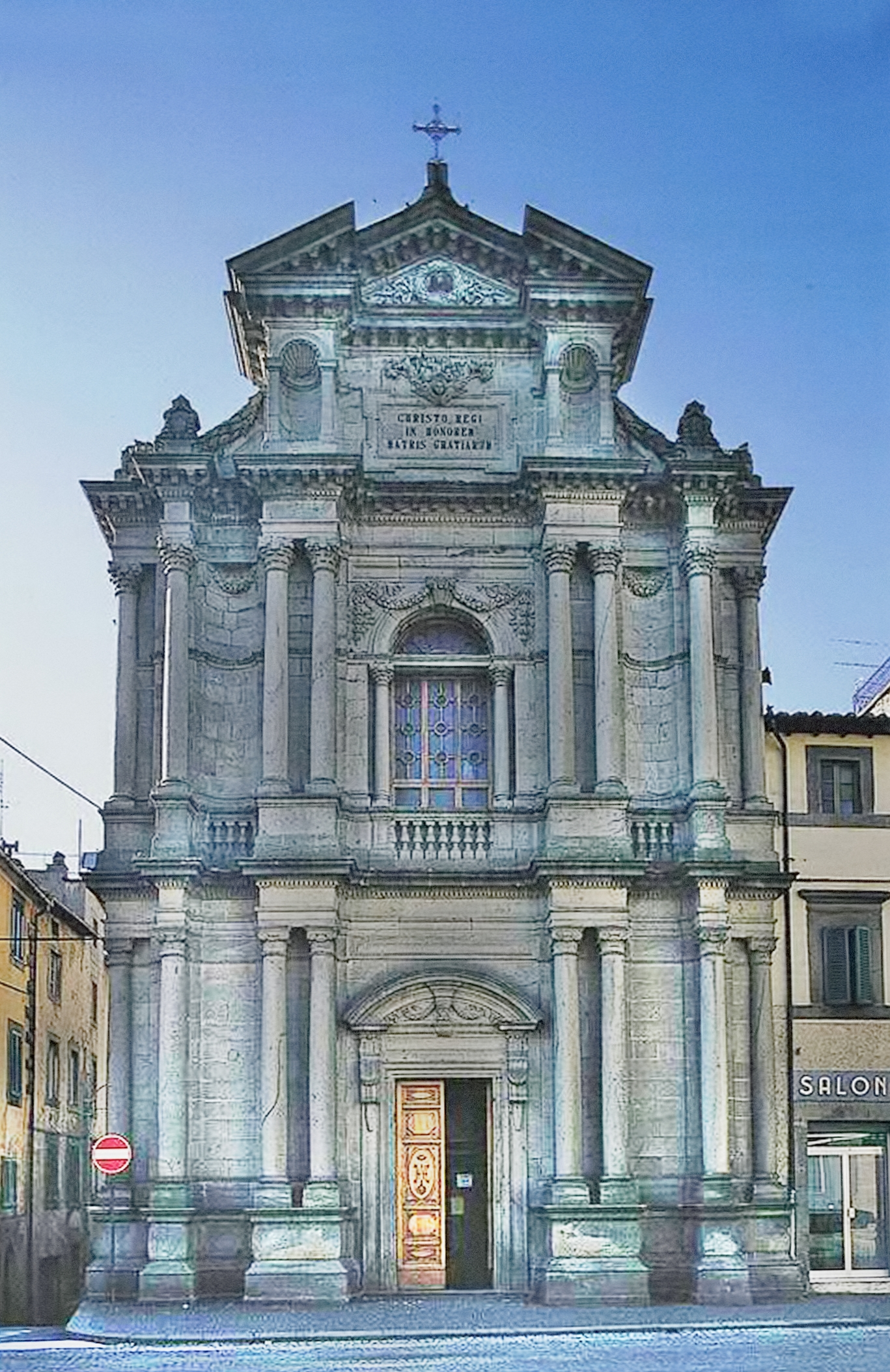
Chiesa della Madonna delle Grazie.

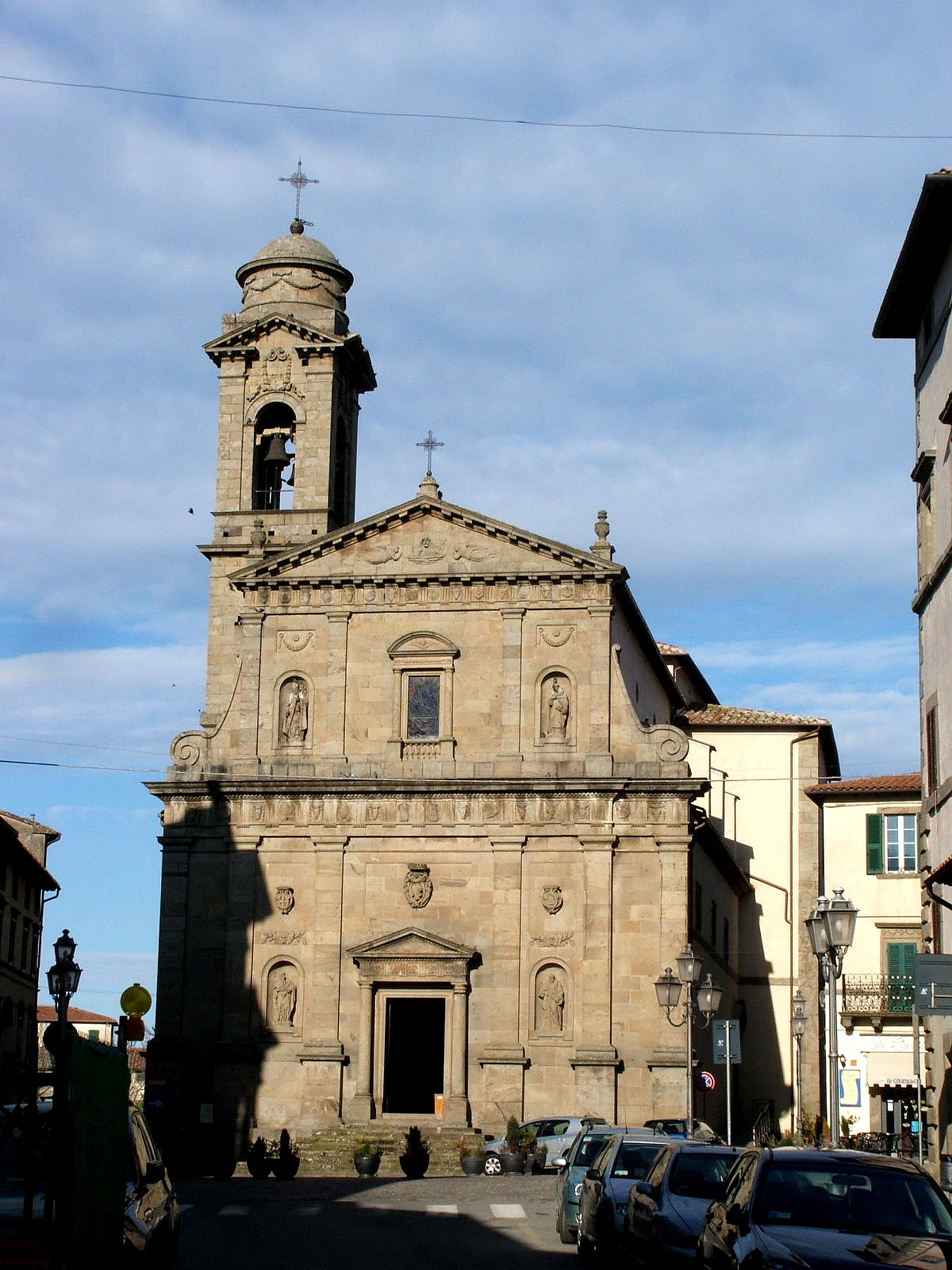
Chiesa della Propositura.

Castel del Piano est une commune italienne située dans la province de Grosseto en Toscane qui fait partie de l'union des communes de montagne Amiata-Grossetana.

## Géographie
La commune est située dans une position naturelle à la lisière d'un plateau d'où vient son nom (Castrum Piano), entourée par des bois de montagne - châtaigniers à 1 000 mètres et en aval, par les oliviers, les vignes et les arbres fruitiers, au centre d'un bassin d'eaux de source issu du massif de l'Amiata dont le sommet à 1 732 m descend vers la ville à 632 m.

## Histoire
De nombreux objets ont été découverts datant du Paléolithique et Néolithique. Les Étrusques ont exploité les mines de cinabre (minerai de mercure), du Mont Amiata, et même la terre bolare située près de la ville. En 890, Casale Plana (Castel del Piano) est parmi les possessions des Bénédictins de la grande abbaye cistercienne d'Abbadia San Salvatore.
XIIe siècle : Début de la pénétration de Sienne sur le territoire Amiata.
En 1175 : construction du château (Castrum Piano).
1331 - 14 décembre : cession de Castel del Piano à la république de Sienne sur le paiement de 8 000 florins d'or.
1332 - février : serment d'allégeance à la république de Sienne de 283 hommes de Castel del Piano et 81 d'Arcidosso proche.
1402 - Le premier Palio, course historique de chevaux
1430 : construction des bases  de l'église de la Madonna delle Grazie.
1462 : Le pape humaniste Pie II (Enea Silvio Piccolomini) se félicite de Castel del Piano: ... primum facile... (« certainement la première «)... pour la beauté du lieu. La ville suit le sort de la république de Sienne et après sa chute (1555/1559) tombe sous al domination des Médicis de Florence.
1571 : La ville fait partie du grand-duché de Toscane sous les Lorraine.
1765 - 14 juillet : date pouvant être « considérée » comme la véritable naissance du Palio di Castel del Piano.
1859 - 1860 : dans la bataille de Curtatone et Montanara se sont battus deux citoyens de Castel del Piano : Andrea Fratini et Achille Franci. Deux autres personnes, Francesco et Giuseppe Magliacane Sorbelli étaient aux côtés de Giuseppe Garibaldi.
1915 - 1918 : Beaucoup d'enfants de Castel del Piano ont participé à la Grande Guerre et leur sacrifice est immortalisé dans le Parc du Souvenir au Monument commémoratif de toutes les guerres (1926 - architecte et peintre Francesco Notari).
1944 : Passage du front allié avec la venue du général De Gaulle (il semble avoir dirigé les réunions dans l'une des villas du Parc du Souvenir)

## Architecture religieuse
Église de la Madone de la Grâce
De style Renaissance, l'église est construite dans le milieu du XVe siècle puis agrandie en 1512. Sa façade de blocs de pierre de lave a été terminée seulement en 1932 ; dans la paroi latérale, du côté de la Via San Giovanni, se trouve une niche pour la collecte des « oboles des chrétiens à posséder des esclaves » (1656) ;
Sur la face droite de la nef peintures Madonna del Carmine de Francesco Nasini (1611 ou 1621 à 1695) et la Madone du Rosaire avec sainte Catherine de Sienne, saint Dominique, saint François d'Assise et le Pape Pie V. Sur le mur de gauche la peinture de l'Immaculée Conception par Anna de Castel del Piano et Alessandro Teerlink de 1838, une copie d'une œuvre originale du peintre espagnol Murillo qui est actuellement le musée de l'Ermitage à Saint-Pétersbourg. Au spectaculaire autel : une table avec un fond d'or provenant de Sano di Pietro (1460 - 1481), un portrait de la Vierge à l'Enfant avec saint Jean Baptiste, saint Barthélemy et des anges. Dans la porte est sculpté un « symbole maçonnique » représentant le blason de la famille Maestripieri.
Église paroissiale de la Nativité de la Vierge Marie, également connu comme Propositura
bâtiment de la fin de la Renaissance (inspiré par Vignola), commandé en 1490, elle est dédiée à la Nativité de Notre-Dame.
Chapelle Santa Flora à Nocetoc'est une chapelle rurale située près de la ville, fondée par les Aldobrandeschi en 1097. En ruines au XVIIe siècle, elle est reconstruite par Francesco Aurelio Ginanneschi, médecin en chef du pape, entre 1752 et 1754 et dédiée au Sacré-Cœur.
Les croix de Baldassare Audibertl'origine des dizaines de croix érigées reste encore inconnue. La légende précise qu'un évêque français, membre de la Convention nationale, avait fait pénitence afin de purger la culpabilité d'avoir condamné à mort Louis XVI et Marie-Antoinette. Il tonna contre toutes les formes de la modernité, contre les ennemis de l'Église et l'ordre établi. Ses croix sont à l'intersection des routes à l'entrée des villes et des lieux d'intérêt ; elles ont été récemment restaurées.
Église Saint-Léonardl'église, l'une des plus anciennes, construite sur un monastère bénédictin du IXe siècle, fut annexée à une autre cellule, puis l'église baptismale, Saint-Jean-Baptiste, aujourd'hui démolie. Les premières traces que nous avons sont de 1198, par une bulle du pape Innocent III à l'abbé de San Salvatore.
Église des Saints-Sacrementsl'église est située dans la partie historique du village. La première citation est de 1216, mais sa construction remonte probablement au XIe siècle.

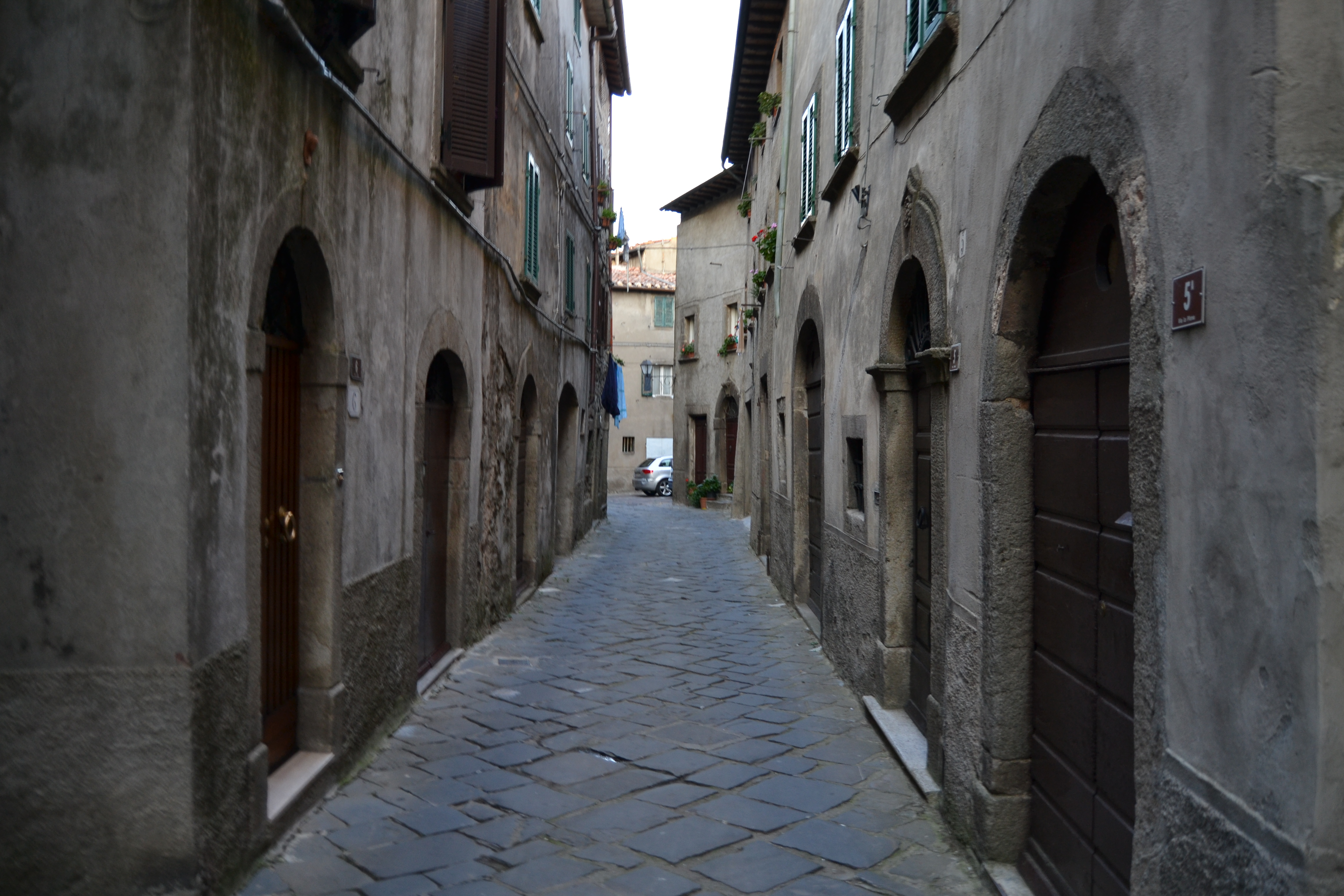
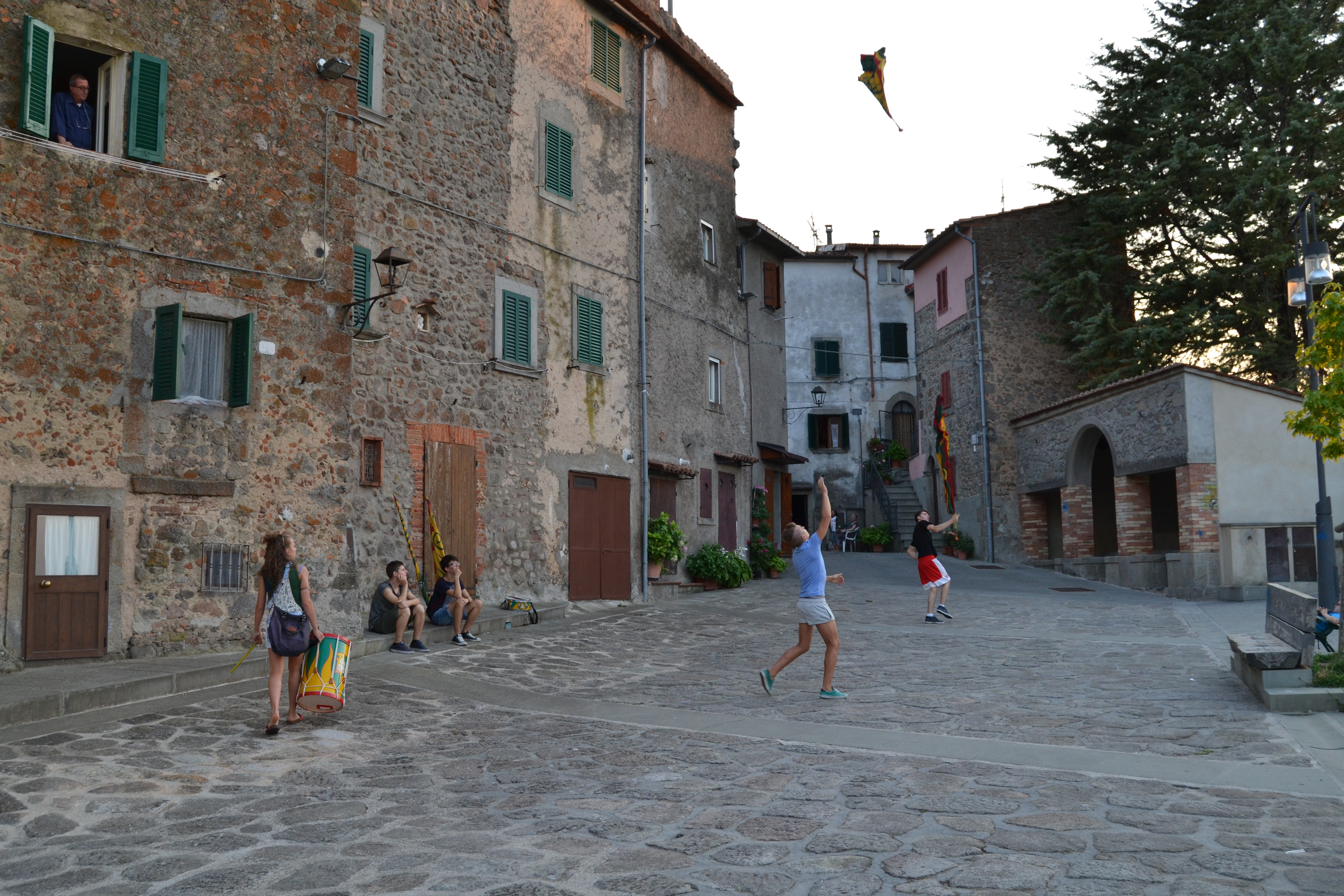
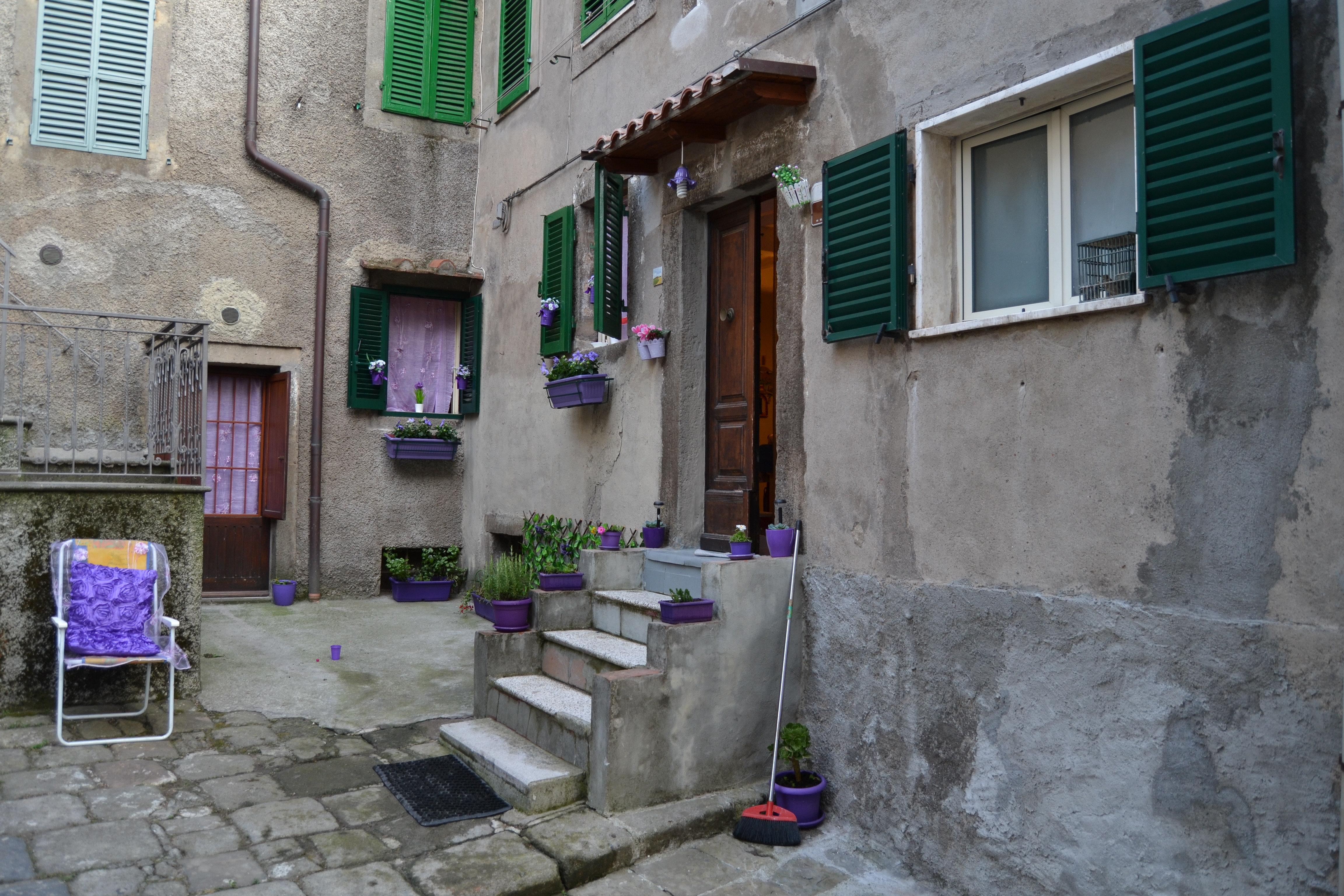
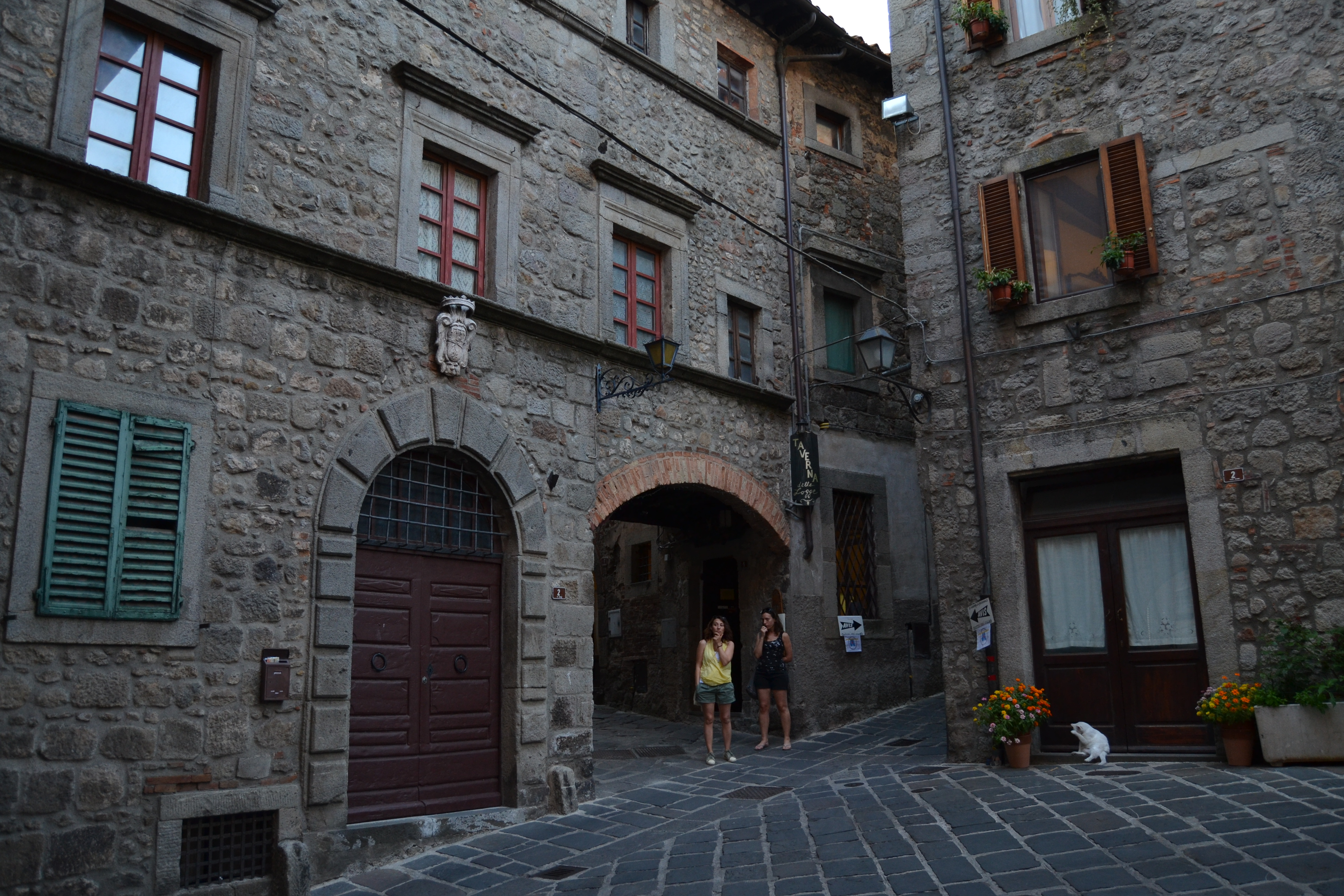

## Architecture militaire
Murailles de Castel del Pianodatant du XIIIe siècle, sont assez bien conservées, même si en certains points elles ont été abaissées ou incorporées aux maisons du XVIe siècle. Trois portes s'ouvrent le long du côté sud : Porta Pianese, également connue sous le nom de Porta dell'Orologio, déjà présente au XIIIe siècle et reconstruite au XVIe siècle ; Porte Castiglionese, également connue sous le nom de Porta Amiata, qui conserve le mieux la structure originale; et la petite Porta Spennanziana, ajoutée au XVIIe siècle à mi-chemin entre les deux portes préexistantes pour relier la vieille ville au nouveau village construit au pied du centre historique.
Murailles de Montegioviil ne reste que quelques traces de celles-ci qui entouraient le village de Montegiovi, dont la Porta di Sant'Elena, qui donne accès au centre historique.
Murailles de Montenero d'Orciadu village de Montenero d'Orcia  dont certaines sections des murs sont encore identifiables. À l'intérieur du parc public, la zone historique où se trouvait la forteresse, se trouve une tour rectangulaire en pierre, vestige probable du Cassero Senese de Montenero.

## Administration
| Période                                  | Période  | Identité          | Étiquette | Qualité |
| ---------------------------------------- | -------- | ----------------- | --------- | ------- |
| 2019                                     | En cours | Michele Bartalini |           |         |
| Les données manquantes sont à compléter. |          |                   |           |         |

### Hameaux
Montegiovi, Montenero d'Orcia

### Communes limitrophes
Abbadia San Salvatore, Arcidosso, Castiglione d'Orcia, Cinigiano, Montalcino, Santa Fiora, Seggiano